# Visco
Visco (Visc in friulano) è un comune italiano di 831 abitanti del Friuli-Venezia Giulia.

## Geografia fisica
Situato nella bassa pianura friulana, dista circa 25 km da Udine, 30 km da Gorizia e circa 50 km da Trieste.  È facilmente raggiungibile dall'autostrada A4 Venezia-Trieste per mezzo dell'uscita di Palmanova, distante circa 3 km. A 10 km si trova anche l'altro centro maggiore della zona, Cervignano del Friuli, con la stazione ferroviaria sulla linea Venezia-Trieste.

## Storia
Il rinvenimento di anfore e ceramiche indica l'origine romana del paese. Nel Medioevo fu possesso del patriarca di Aquileia e fece parte della gastaldia di Aiello. Nel 1526 il paese passò all'Austria, venendo aggregato alla contea di Gorizia. Fino al 1918 il paese era un importante posto di confine tra l'Impero Asburgico, nel quale si trovava, e il Regno d'Italia, a cui apparteneva il confinante comune di Palmanova.
In seguito all'avanzata italiana durante la prima guerra mondiale venne fondato nel 1915 vicino al paese, nel Borgo Piave, un ospedale militare da campo, divenuto in seguito un campo profughi.
Nel secondo conflitto mondiale divenne tristemente noto come campo di concentramento per civili jugoslavi dal gennaio al settembre 1943. Il numero massimo di prigionieri fu di 3 272: la maggioranza era formata da sloveni, bosniaci e montenegrini dalle Bocche di Cattaro.
Dal dopoguerra l'area fu adibita a caserma, intitolata a Luigi Sbaiz, sede del Battaglione logistico della Brigata di cavalleria "Pozzuolo del Friuli". La caserma è stata chiusa nel 1996.
Il nome Visco, come riportato dal sito ufficiale del Comune, deriva dallo slavo Višek, "sommità".

## Monumenti e luoghi d'interesse
Da visitare la chiesa parrocchiale del 1685, dedicata alla Madonna della Neve, con facciata sobria a capanna; all'interno c'è lo scenografico altare maggiore dipinto tra il 1738 e il 1750 da Paulino Zuliani, adornato da statue raffiguranti i santi Pietro e Giovanni e un dipinto attribuito a Palma il Giovane. Della chiesa precedente rimane una statua lignea, rappresentante san Martino e il povero, risalente al tardo Cinquecento, ora posto sopra l'altare del Crocifisso. Interessanti anche la cappella della Beata Vergine Lauretana, risalente al 1660, con una pala d'altare coeva, e la cappella di Sant'Anna, realizzata tra il 1860 e il 1865 sulle basi di un edificio precedente.

## Società

### Evoluzione demografica
Abitanti censiti

### Lingue e dialetti
A Visco, accanto alla lingua italiana, la popolazione utilizza la lingua friulana. Ai sensi della Deliberazione n. 2680 del 3 agosto 2001 della Giunta della Regione autonoma Friuli-Venezia Giulia, il Comune è inserito nell'ambito territoriale di tutela della lingua friulana ai fini della applicazione della legge 482/99, della legge regionale 15/96 e della legge regionale 29/2007.
La lingua friulana che si parla a Visco rientra fra le varianti appartenenti al friulano centro-orientale.

## Cultura

### Eventi
- Premi "Clâf di San Pieri (Premio Chiave di San Pietro)

Ogni anno il 29 giugno, festa dei santi Pietro e Paolo, patroni del paese, viene consegnata un'onorificenza a persone che si sono particolarmente distinte nell'ambito del paese.